# Liste des sites Ramsar au Lesotho
Cet article recense les zones humides du Lesotho concernées par la convention de Ramsar.

## Statistiques
La convention de Ramsar est entrée en vigueur au Lesotho le 1er novembre 2004.
En janvier 2020, le pays compte 1 site Ramsar, couvrant une superficie de 4,34 km2.

## Liste
| Site               | District | Notes | Date             | Superficie (km²) | Altitude (m)  | Identifiant Ramsar | Identifiant WDPA | Coordonnées                      | Photo |
| ------------------ | -------- | ----- | ---------------- | ---------------- | ------------- | ------------------ | ---------------- | -------------------------------- | ----- |
| Lets'eng-la-Letsie | Quthing  |       | 1er juillet 2004 | 4,34             | 2 400 - 2 820 | 1388               | 902677           | 30° 19′ 59″ sud, 28° 12′ 00″ est |       |